# برز
برز نام روستایی از توابع بخش مرکزی شهرستان نطنز در استان اصفهان می‌باشد. روستای برز با مساحتی حدود ۲۰ هکتار در ۳۲ کیلومتری شمال غرب نطنز قرار دارد. این روستا در محور ابیانه و بین دو روستای طره و کمجان قرار گرفته‌است که فاصله آن تا طره سه کیلومتر و تا کمجان ۱٫۸ کیلومتر است.

## تاریخچه روستا
سابقه سکونت در روستای برز از قدمت بسیار بالایی برخوردار است و طبق گفته افراد محلی سابقه شکل‌گیری آن به قبل از اسلام بر می‌گردد. از نشانه‌های آن بقایای قبرستان‌های زرتشتی‌ها و یهودیان در روستا می‌باشد.
بافت قدیمی روستای برز
این روستا در گذشته مرکز سابق دهستان برز بوده‌است و زادگاه برخی فرهیختگان همچون میرزا ابوالمعالی وزیر غلامان و تفنگچیان (وزیر شاه عباس اول)، میر ابوالعلی، عموزاده میر ابوالمعالی، وزیر قورچیان شاه عباس اول و فرزندانش میرزا محمد شفیع، وزیر قورچیان شاه صفی، میرزا محمد باقر، وزیر قورچیان شاه عباس دوم و فرزند زاده‌اش، میرزا محمد صادق، وزیر شاه طهماسب دوم اشاره کرد. لازم است ذکر شود کاروانسرای میرابوالمعالی نیز در شهر نطنز قرار دارد که یکی از بناهای تاریخی دوران صفویه است که نام دیگرش کوهاب است.
در مجموعه ناصری نسخه خطی از حسین بن ابراهیم خان اصفهانی (سال ۱۲۹۴ ه‍. ق) وجود دارد که راجع به برز چنین نوشته‌است:
برز در تحت قریه طره اتفاق افتاده، در میان دره کوه. برز، دهی است که در همه نطنز، دهی به این خوش آب و هوایی نیست، ییلاق است. تخمیناً ۳۰۰ خانوار بوده. مردم برز اناثاً و ذکوراً صاحب صوت می‌باشند. باغات و اشجار میوه از همه قسمی زیاد دارد. به خصوص گلابی که خیلی زیاد است. هم رودخانه دارد و هم قنات. از بالای ده تا زیر ده خیابانی درست کرده‌اند که هر دو طرف آن چنار است. در پشت خیابان خانه از هر دو طرف، پشت خانه‌ها باغات. یک روی خانه به خیابان و یک روی به باغات است. محصول شتوی، گندم، صیفی و جو حامض است.

## آب و هوا
روستای برز روستایی کاملاً دره‌ای است که از شرق به غرب کشیده شده‌است. جاده بین روستایی که روستاهای ابیانه، طره، برز، یارند و هنجن را به مراکز بالا دست ارتباط می‌دهد، از وسط روستای برز می‌گذرد و آن را به دو قسمت شمالی و جنوبی تقسیم کرده‌است. قسمت جنوبی روستا عمدتاً مساکن قدیمی و سنتی روستا قرار دارد و بیشترین بناهای تخریبی و مرمتی در این محدوده استقرار دارد. قسمت شمالی بافت جدید روستا است که در دهه‌های اخیر توسعه یافته‌است و بیشترین مساکن نوساز روستا در آن قرار دارد و معابر آن عریض تر است.
این روستا به دلیل گستردگی و پراکندگی اقلیمی، کثرت کوچه‌ها، محله‌های قدیم و جدید مجزا، معماری محلی ساختمانها، رنگ خاک زرد معروف به خاک تنور در نماها، عدم هرگونه کوچه بن‌بست، دارای دو محله مجزا با آب و هوای متفاوت در شمال و جنوب، عبور رود خانه معروف برزرود از وسط ده، وجود قلعه سنگی در نمای اولیه ده، کوه هیمند سربه فلک کشده در شمال غربی، مردمانی با آداب و رسوم بیاد ماندنی از نسلهای کهن، باغات سرسبز و خوش‌منظر و عبور جاده اصلی و توریستی به این روستا جلوه‌ای دیگر بخشیده‌است.

## فرهنگ، معیشت وآیین‌ها
فرهنگ
زبان مردم دهستان برزرود فارسی و تاتی می‌باشد. به عبارت دیگر ریشه زبان آنان پهلوی است و هرچه به سمت جنوب غربی پیشروی کنیم این وابستگی بیشتر به چشم می‌خورد به‌طوری که در ابیانه این نسبت حدود ۲۵ درصد می‌باشد.
در روستای برز زبان مردم فارسی است و احتمالاً آمدن خاندانی چند از سادات حسینی در دوره‌های گذشته به این روستا و تحت نفوذ قراردادن مردم بومی، در این زمینه بی تأثیر نبوده‌است.
روستای برز در زمینه آموزش و پرورش قدمت دیرینه‌ای در بین روستاهای اطراف دارد آنچنان‌که از سال ۱۳۱۹ هجری شمسی دارای مدرسه دولتی بوده و قبل از آن هم مکتب خانه دایر بوده و دانش آموزان روستاهای اطراف برای تحصیل به این روستا مراجعه می‌کرده‌اند.
وجود ساختمان‌های آموزشی مانند دبستان، راهنمایی و دبیرستان که اکنون متروکه شده و ساختمان آن مربوط به دهه ۱۳۴۰ می‌باشد حاکی از رونق روستا و ارتباط آموزشی آن با روستاهای اطراف بوده‌است اما با گذشت زمان و مهاجرت‌های گسترده روستایی، مدارس تعطیل و هم‌اکنون هیچ مدرسه‌ای در برز فعال نمی‌باشد. از نظر سطح سواد اهالی روستا، براساس نتایج سرشماری سال ۱۳۸۵از مجموع ۲۸۶ نفر(۱۴۱ خانوار) ساکن در روستا حدود ۷۰ درصد باسواد بوده‌اند که این نسبت برای مردان روستا ۸۰ درصد و برای زنان روستا حدود ۶۲ درصد می‌باشد.
پوشش
لباس بعضی از اقوام برزی در گذشته همچون پوششی بوده‌است که هم‌اکنون در روستای ابیانه استفاده می‌شود که به آن دویت یا دبیت که همان لباس بختیاری هاست میگویند، اما با گذشت زمان و ارتباط این روستا با مراکز شهری و مهاجرت و اسکان بسیاری از روستاییان در شهر، پوشش معمولی پیدا کرده و امروزه به جز معدود افراد مسن به ویژه زنان، همگی لباس‌های معمولی که در نقاط شهری رواج دارد، می‌پوشند.
معیشت
بیشتر مردم روستای برز به باغداری و دامپروری مشغول اند و انواع میوه‌ها همچون:گلابی، آلو، توت، سیب، زردآلو، بادام و گردو از محصولات باغی این روستا به‌شمار می‌رود.
آیین‌ها
در گذشته مراسم و آیین‌های مختلفی در روستای برز وجود داشته‌است که امروزه برخی از آن‌ها منسوخ شده و بعضی از آن‌ها هم که انجام می‌شود شبیه سایر نقاط کشور شده‌است. از جملهٔ این مراسم‌ها موارد زیر را می‌توان نام برد:
مراسم جیر جیرونه:
با فرارسیدن شب دهم ماه رمضان، به مدت سه شب کودکان هر محله پس از افطار به صورت دسته جمعی و در پرتو مهتاب مراسم جیر جیرونه را آغاز می‌کردند. دسته کودکان به در خانه مردم رفته و خواندن اشعاری را شروع می‌کردند و این شعر خوانی توسط خوش صداترین بچه‌ها انجام می‌شد و این کودکان با آجیل پذیرایی می‌شدند.
نخل روستای برز:
در روستای برز همانند نطنز و روستاهای اطراف نخل گردانی وجود دارد. در دهه محرم و به ویژه روزهای نهم و دهم عزاداری‌های روستا شور و حال خاصی دارد و با برداشتن علم و چرخاندن آن در محله‌های مختلف روستا این ایام را زنده نگه می‌دارند.
مراسم عید فطر:
روز عید فطر پس از نماز عید، نمازگزاران به در خانه افرادی که در آن سال درگذشته‌اند می‌روند و پس از فاتحه خوانی برای فرد در گذشته، با میوه و شربت و شیرینی پذیرایی می‌شوند. بعد از ظهر نیز همه اهالی برای خواندن فاتحه و طلب آمرزش برای درگذشتگان بر سر قبور آن‌ها (مزار و قدمگاه) حاضر و برای شادی روح آن‌ها به توزیع نزورات می‌پردازند.
مراسم شاه بازی یا میر نوروزی، مراسم عسلی روغن خوران، طاب بستن، قلعه سوزانی و … سایر مراسم روستا بوده‌است که امروزه کمتر اجرا می‌شود.

## آثار تاریخی
با توجه به موقعیت مکانی و زمانی برز در زمان صفویه، می‌توان گفت بزرگانی که قبلاً نام آن‌ها ذکر شد بناهای قابل توجهی نیز از خود به جای نهاده بودند که امروزه تنها ویرانه‌ای از آن‌ها باقی‌مانده‌است.
مانند عمارت مشهور به تالار که تا سال ۱۳۳۵ شمسی قسمت مهم آن شامل بیرونی و اندرونی به جای مانده بوده‌است ولی سیل مهیبی که آن سال جاری شد، خسارت بسیاری به بار آورد آن چنان‌که برز را تقریباً به ویرانه تبدیل کرد. در نتیجه عمارت تالار نیز از این سیل مصون نماند و بیشتر قسمت‌های آن از بین رفت.
از آثار تاریخی و قدیمی برز می‌توان به بقعه سه تن از فرزندان امام موسی کاظم، شاه زاده اسماعیل، بی بی حلیمه خاتون و شاه‌زاده اسحاق، حمام قدیمی سرده، قلعه سنگی، قلعه سر ده و قدمگاه اشاره کرد.
مهمترین اثر تاریخی موجود در شاهزاده اسماعیل منبری چوبی با قدمتی طولانی مربوط به قرن ششم هجری است. این منبر دارای منبت کاری‌های ظریف و طرح و نقش‌های گوناگون است. بر ستون‌های دیواره کنار پله‌ها و مسند آن آیات قرآنی کنده کاری شده و دارای کتیبه‌ای است که در آن نام بانی و تاریخ ساخت که سال ۵۴۳ هـ. ق است درج شده‌است.

## مسیر جاده برز
در ۱۸ کیلومتری جاده نطنز - کاشان جاده‌ای فرعی به سمت ابیانه منشعب می‌شود، بعد از پاسگاه نیروی انتظامی روستای هنجن قرار دارد؛ که از آن جا جاده دو قسمت می‌شود: جاده مستقیم به سمت ابیانه و جاده انحرافی سمت چپ به سمت چیمه می‌رود. در مسیر جاده ابیانه، روستاهای هنجن، یارند، کمجان، برز، طره و ابیانه قرار دارند که پس از طی مسافت ۱۸ کیلومتر به روستای برز می‌رسیم.

## مشاهیر تاریخی، ادبی و دانشگاهی
1- میرزا ابوالمعالی وزیر غلامان و تفنگچیان (وزیر شاه عباس اول)
2- میر ابوالعلی وزیر قورچیان شاه عباس اول
3- میرزا محمد شفیع، وزیر قورچیان شاه صفی
4- میرزا محمد باقر، وزیر قورچیان شاه عباس دوم 
5- میرزا محمد صادق وزیر شاه طهماسب دوم 
6- دکتر حسین مسیبی برزی (پزشک فارغ التحصیل از دانشگاه شهید بهشتی)
7- دکتر فرشید مسیبی برزی (دکترای PHD عمران از دانشگاه صنعتی اصفهان، دانشیار دانشگاه اصفهان)
8- دکتر محمدحسین علیزاده برزی (مولف بیش از 200 عنوان کتاب در زمینه های ادبی، تاریخی، دانشگاهی و...)
9- مهندس اکبر چهرزاد (پژوهشگر و مولف کتاب گنجینه های پنهان سیری گذرا بر زندگی مردم روستای برز)